# Volaris
A Volaris é uma empresa aérea do México que oferece transportes de passageiros e atua em 20 cidades do país.

## Frota

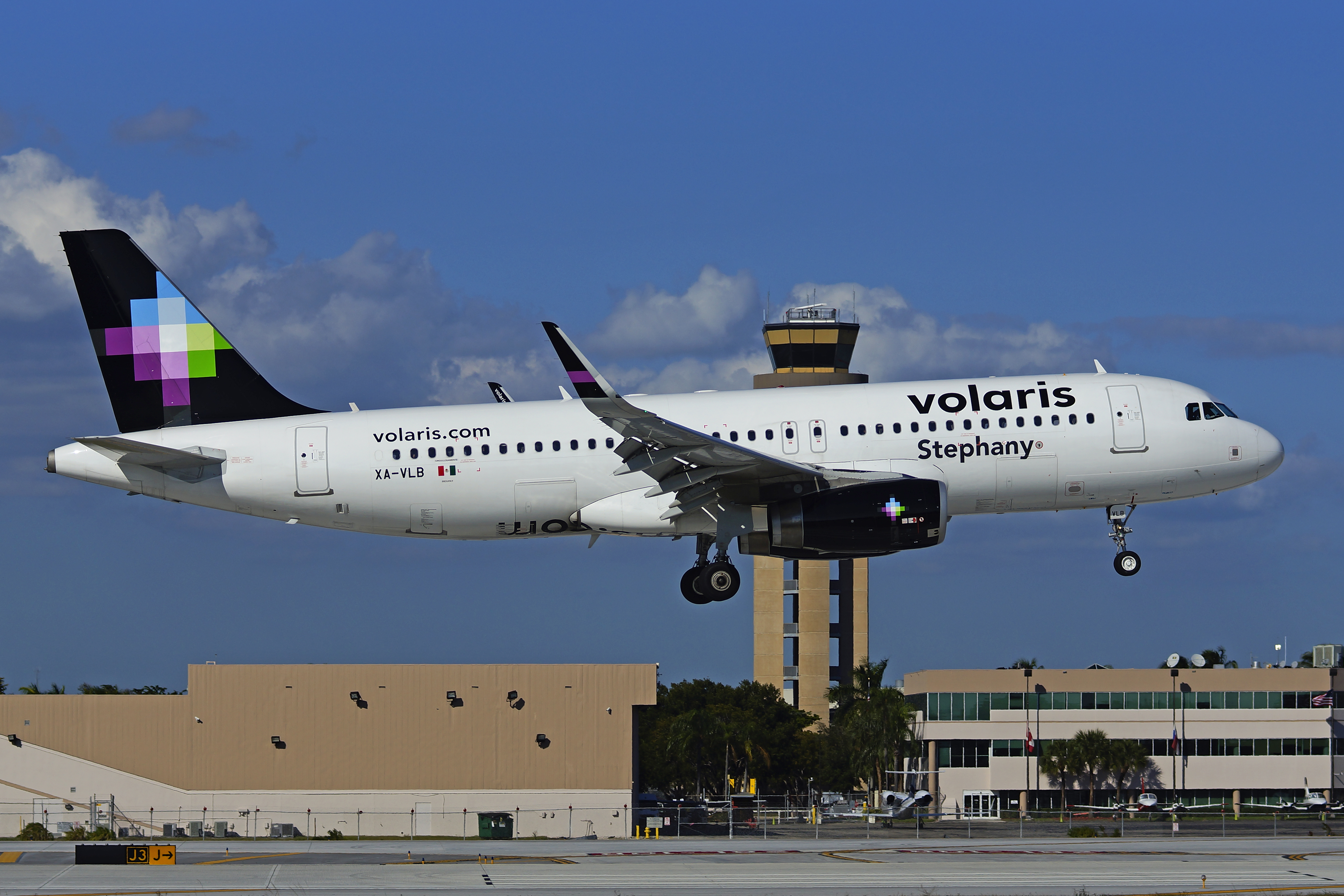
Airbus A320 da Volaris.

Em outubro de 2016.
- 16 Airbus A319-100
- 42 Airbus A320-200
- 1 Airbus A320neo
- 6 Airbus A321-200